# Coop Norge SA
Coop Norge SA — норвезький кооператив, належить 117 місцевим кооперативам з більш ніж 1,3 мільйонами членів. Компанія має штаб-квартиру в Осло.

## Передісторія
Більшість споживчих кооперативів Старого Світу пішли по шляху комерціалізації своєї діяльності, що зумовило жорсткий режим їх існування в умовах конкурентної боротьби з підприємцями. Далеко не завжди переможцем в конкуренції виявляються кооперативні об'єднання. Прикладом вдалого для кооперації результату цього змагання може служити Норвегія. Coop Norge SA є норвезьким кооперативом до складу якого входить 117 місцевих кооперативів У компанії є штаб-квартира в Осло. Перший кооперативний магазин в Норвегії був відкритий в 1850 році .  27 червня 1906 року група з 28 кооперативів заснували  NKL (Norges Kooperative Landsforening, «Норвезька кооперативна асоціація»), щоб виступати гуртовим торговцем для своїх членів. Наступного року Норвезька кооперативна асоціація приєдналася до Міжнародного кооперативного союзу. NKL придбала Норвезький Маргариновий завод (Margarinfabrikken Norge) у Бергене в 1911 році; пізніше  придбала інші маргаринові заводи в Осло і Буде . NKL  купила тютюнову фабрику в 1914 році і кавову фабрику в 1916 році. Впродовж 20-30-х років  XX сторіччя норвезька кооперація розпочала власне виробництво: взуття, борошна, шоколаду, електричних лампочок і запровадила кооперативне страхування (Samvirke Forsikring). 1 жовтня 1947 року НКЛ відкрила перший магазин самообслуговування. З кінця 80-х років. споживчі об'єднання Норвегії почали програвати боротьбу за покупця  приватним підприємцям і великим торговим фірмам. Загострення конкурентної боротьби призвело до прискорення темпів концентрації кооперативної діяльності. 
Норвезькі кооператори пішли по шляху створення великих гіпермаркетів зі зручними автостоянками, впровадження найсучасніших технологій і методів бізнесу: запровадили систему самообслуговування та продажу широкого асортименту товарів, реалізації екологічно безпечних продуктів харчування, технологію швидкого замороження, був реалізований продаж  товарів через вебсайти тощо.
Ще одним вагомим фактором росту стало об'єднання кооператорів Швеції,  Coop Sverige, Норвегії Coop Norge і Данії Coop Danmark, Фінляндії Coop Finland в єдину організації Coop Trading. Завдяки проведеним реформам, кооперативний бізнес Норвегії став одним з передових та інноваційних в Європі.
Однак головним фактором, що забезпечує успішне функціонування кооперативної системи, є суворе дотримання принципів демократії та соціальна спрямованість її діяльності. Зокрема, споживчі кооперативи стали врівноважуючим фактором на ринку в питаннях ціноутворення на користь споживача. Крім торгових операцій норвезькі кооператори активно включаються у вирішення всіх соціальних проблем. Наприклад, в даний час кооперативи стали помітними гравцями на ринку житлового будівництва. Будівництво та експлуатація кооперативного житла обходяться дешевше, ніж в приватному і державному секторах, що більшою мірою приваблює малозабезпечених громадян і молодь.
Особливе місце в кооперативному русі Норвегії займають кооперативи, що відрізняються нетрадиційними сферами діяльності. Сьогодні в Норвегії створені  кооперативи у галузі електроенергетики, а саме з виробництва  та експлуатації альтернативних видів енергії − повітряних турбін.
В Норвегії прийшли  висновку, що нові форми кооперації багато можуть запропонувати суспільству, а тому у державі збільшено матеріальну підтримку кооперативів, що діють в секторі соціального обслуговування. В даний час працюють:
- кооперативні дитячі сади та школи, керовані батьками;
- підприємства: по догляду за людьми похилого віку;
- підприємства допологового догляду;
- кооперативні підприємства з надання фізіо-терапевтичних та стоматологічних послуг;
- служби для інвалідів і людей з обмеженими фізичними можливостями;
- молодіжні кооперативи, що  допомагають боротися с безробіттям.

## Підтримка
Уряд Норвегії дуже позитивно відноситься до створення новітніх форм кооперації. Норвезький парламент постійно виділяє кошти для створення фонду розвитку кооперативів. Гроші головним чином використовуються для фінансування сучасних проектів, отримання інформації та консультаційних послуг.
Типовим прикладом акціонерної організації є споживча кооперація Норвегії. Розширення членської маси здійснюється тут за рахунок гарантованої виплати бонусу власникам акцій. Соор Norge серед норвезьких ритейлерів (роздрібних продавців) за річним товарообігом займає друге місце і складає 1,3 млн акціонерів. Кожен акціонер-пайовик може реально впливати на політику мережі не тільки своїй території, але і загальноєвропейську. Члени кооперативів самі визначають, що і де будувати: величезний торговий центр або невеликий магазинчик «за рогом».
Новостворений магазин Coop Norge запрошує всіх бажаючих жителів району стати його співвласниками і вкласти в загальний бізнес свої заощадження, які в подальшому визначають розмір дивідендів.
Власники майбутнього магазину вибирають виконавчий комітет, який керує будівництвом і відкриттям магазину, вирішує питання з владою і збирає в разі потреби всіх членів кооперативу. Виконавчий комітет місцевої кооперативу звертається до регіональної або національної організації Соор з проханням про прийом в національний споживчий кооператив. Дозвіл дозволяє їм розвивати місцевий магазин під брендом CoopNorge і користуватися ресурсами не тільки норвезької мережі, а й загальноєвропейської організації Euro Соор.
Найбільш важливі рішення з приводу асортименту, інвестицій та інших питань розвитку приймають збори членів CoopNorge. На зборах кожен із пайовиків має право одного голосу незалежно від частки в капіталі. Рішення приймається шляхом відкритого голосування. Зборів проводяться не рідше одного разу на рік. Купуючи продукти в своєму магазині, його власник-покупець отримує не тільки знижки, подарунки і якісне обслуговування, а й накопичує дивіденди. Ці гроші в кінці кожного звітного періоду (зазвичай місяця) переводяться на електронну карту члена кооперативу. Їх нараховують пропорційно внеску до статутного капіталу. Наприклад, якщо за звітний період кооператор придбав товарів на 500 норвезьких крон, а його внесок у відкриття магазина слав 5 %, в кінці місяця акціонер отримує на карту  25 норвезьких крон.
Значна частина товарів, що продаються під власною маркою Соор, − це екологічно чиста продукція і продукція, вироблена в рамках програми Fair Trade («чесна торгівля»). Діапазон магазинів «Coop» змінюється залежно від концепції магазину. Перелік товарів у магазинах Coop Market складає 4500-7000 товарних  ліній, Coop Prix 5000-6500 товарних ліній, 6000-8400 товарних ліній. Coop Mega та Coop Obs має найбільший асортимент продукції відповідно 7500-11500 та 6700-9900 товарних ліній.
У CoopNorge незаперечно діє закон: «продавець − для покупця». Останній повинен отримувати задоволення від покупок. Задоволення від реалізації товарів, разом з дивідендами, бажають отримувати все більше число потенційних співвласників магазинів  торговельної мережі Соор в Норвегії. Пропорційно цьому зростає і число магазинів під вивіскою Соор. Характерною особливістю торговельної мережі магазинів CoopNorge є широкий вибір товарів власного виробництва за зниженими цінами: м'яса, риби, морепродуктів, яєць, молока, виробів з дерева тощо.

## Торговельні мережі
- Coop Obs − це гіпермаркет, у якому реалізують товари різноманітних груп під одним дахом. В більшості розташовані в основних міських районах Норвегії.
- Coop Mega − це супермаркет з великим вибором продуктів. Мережа створена в великих містах і в більшості норвезьких міст.
- Coop Prix −  це недорогий магазин, з обмеженим вибором товарів.
- Coop Market − це невеликі продуктові магазини. Характеризується торгівлею  обмеженою кількістю товарів  бакалійної та гастрономічної груп, рідко розташовуються в центрі міста.
- EXTRA (раніше Coop Extra) − це недорогий супермаркет основного напрямку, широкий асортимент свіжих продуктів, широкий вибір  товарів власного виробництва.
- Matkroken − найновіший ланцюг в Coop Norway. Кошик продуктів раніше належала ICA Norway, яка була придбана Coop Norway в жовтні 2014 року. Сучасні магазини з широким асортиментом свіжих продуктів, вишуканою кухнею і фаст-фудом.

## Товарні знаки
- Coop: Різні товари продовольчих і непродовольчих груп, наприклад. продукти, побутова техніка, тощо.
- X-tra: недорогі продукти.

- Vegetarprodukter: Скуштуйте різницю: Premium-EMV.·
- Vegetardag: Вегетаріанські страви, рослинна продукція.
- Northug gulloppskrift: Харчові продукти, розроблені у співпраці з ковзанярем Петтером  Нортугом.
- Coop Änglamark: Екологічні продукти.
- Goman: Хлібобулочні вироби.
- Coop Kaffe: Власна серія різних типів кави.
- Kellen: Електричні і ручні інструменти.
- Cycletrack: Велосипеди і велосипедне обладнання
- Hugin:: Електротехнічні вироби для кухні.
- Tero: Батареї і лампочки.
- Coop Cookware: Кухонний посуд.
- Gastro: Серія Gastro .
- Ideas Daily (ID): Натхнення для будинку.
- Infra:: будівельні товари, інтер'єрні  вироби, інструменти для ремонту.

Coop створив Фонд Coop Solidarity, який підтримує проекти зі скорочення бідності і економічної стабільності у слаборозвинених країнах. Фонд Coop Solidarity прагне стати рушійною силою для справедливого і вільного від мін світу. Coop підтримує гуманітарні проекти в Мозамбіку, Камбоджі, Болівії, В'єтнамі та Боснії і Герцеговині. Фонд збирає гроші через банкомати Coops. Вони забезпечені жовтої кнопкою пожертвування, яку ви можете натиснути, якщо  хочете пожертвувати іпотечні гроші в фонд. Таким чином, громадяни Норвегії фінансово підтримали Україні під час подій на Майдані у 2014 році.   Coop Norway підтримує гуманітарну діяльність Армії порятунку, в тому числі через торговельну мережу магазинів. Coop є основним спонсором проекту Rosa. Це щорічна акція Асоціації боротьби з  онкологічними захворюваннями, метою якої є поширення інформації та знань про рак молочної залози, а також збір коштів для досліджень і кращі методи лікування.